# シチリアーナ
シチリアーナ（イタリア語：siciliana）は、ルネサンス音楽末期から初期バロック音楽に遡る舞曲の一つ。

## 特徴
ゆるやかな8分の6拍子か8分の12拍子で作曲され、ためらいがちにたゆとう曲想と付点リズムが特徴的で、通常は短調（もしくは自然短音階）をとる。器楽曲の楽章として利用されただけでなく、オペラ・アリアにも応用されている。シチリアーナは、おそらく「シチリア舞曲 danza siciliana」ないしは「シチリア風に A la Siciliana」に由来する女性名詞であるが、男性名詞であるシチリアーノ（siciliano）や、フランス語の女性名詞・シシリエンヌ（Sicilienne）も用語法として定着している。
古い時代のシチリアーナとして有名なものとして、20世紀にレスピーギによって《リュートのための古風な舞曲とアリア》第3組曲の第3曲として弦楽合奏用に編曲された、16世紀イタリアの作者不詳のリュート曲が挙げられる。この原曲は1999年に、カゴメのパスタソースのTVCMに利用され、曲名と演奏者についてメーカーに問い合わせが殺到し、急遽リリースされたマキシシングルCDがヒットチャートに躍り出るという事態を招いた。
バロック時代の有名なシチリアーナには、ヘンデルの《リコーダー・ソナタ ヘ長調》HWV369の第3楽章（ニ短調）や、伝バッハ（偽作）の《フルート・ソナタ 変ホ長調》BWV1031の中間楽章（ト短調）が挙げられる。またバッハはカンタータなどの中に多くの真作シチリアーナを作っている。
シチリアーナのリズムは古典派音楽においても愛用され、モーツァルトの《ピアノソナタ第11番》、《ピアノ協奏曲第23番》や、ハイドンのオラトリオ《天地創造》のソプラノ独唱のアリアにも利用されている。チマローザの《オーボエ協奏曲》にもシチリアーナの楽章が含まれている。
19世紀の間、シチリアーナによる有名な曲はほとんど産まれなかったが、世紀の変わり目にフォーレによって、チェロとピアノのための《シシリエンヌ ト短調》が作曲された。これは後にフォーレの高弟・ケックランによりオーケストラ用に編曲され、劇付随音楽《ペレアスとメリザンド》とその組曲版に挿入され、いっそう広く知られるようになった。